# Anne H. Mulder

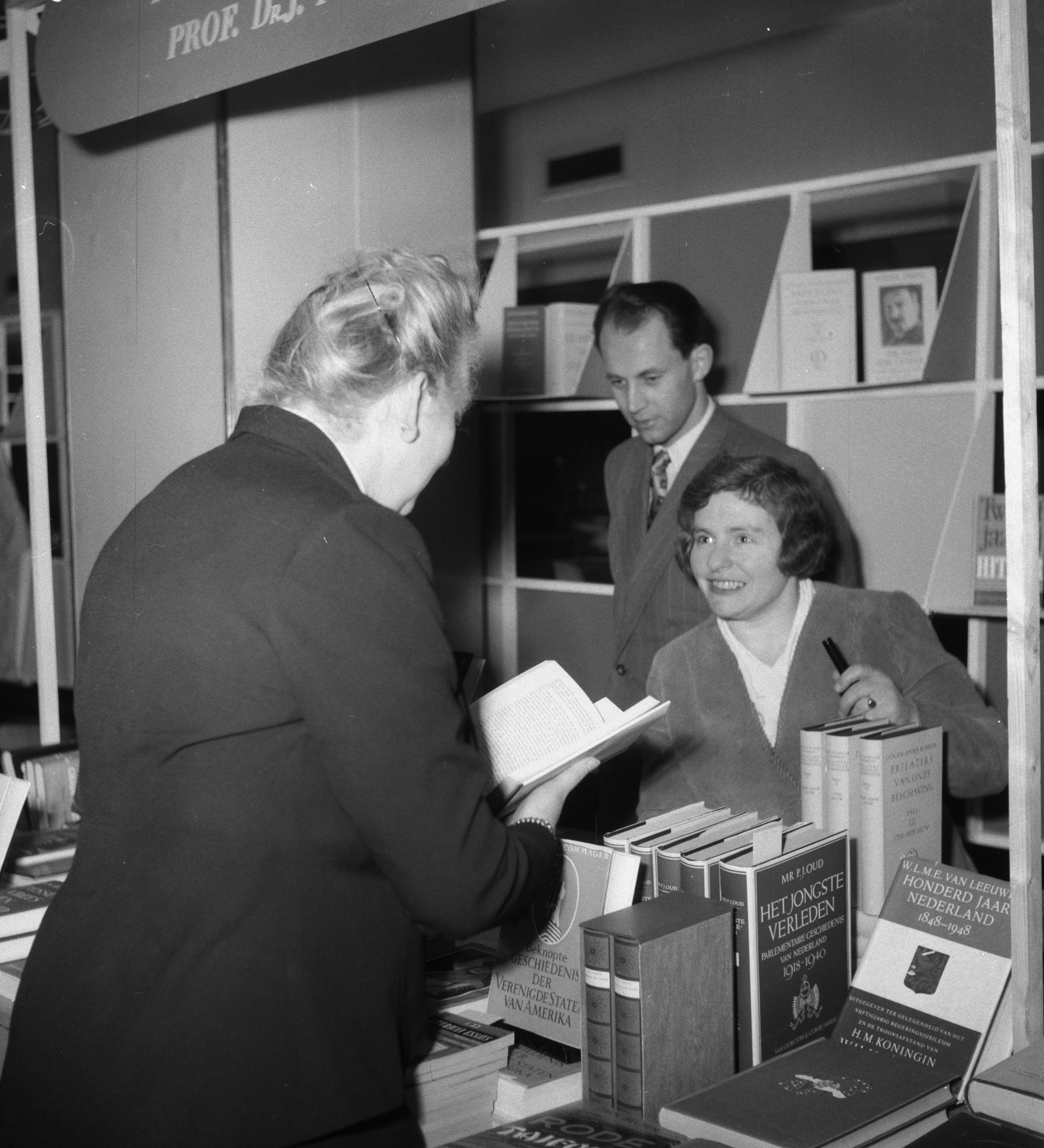
Anne H. Mulder, publicist en radiopresentator

Anne Henriette Mulder (Loosduinen, 25 mei 1906 - Amsterdam, 16 augustus 2001) was een Nederlandse publiciste en omroepmedewerkster. Ze schreef over culturele en cultuurhistorische onderwerpen. Als radiomaker was ze verbonden aan de VPRO, de VARA en de Wereldomroep.  Ze was lid van talloze letterkundige jury's, een vaste gast bij belangrijke culturele gelegenheden en graag gezien in de letterkundige wereld van Amsterdam. Zij doorbrak in artikelen en in haar radiopraatjes de toenmalig heersende taboes rond alcoholgebruik en seksualiteit en verdedigde de vijftigers tegen de kritiek van de oudere literaire generatie.

## Biografie
Anne Henriëtte Mulder werd op 25 mei 1906 in Loosduinen geboren als dochter van een huisarts in een deftig, kunstzinnig en muzikaal gezin. Haar vader, dr. Henri Mulder was een van de zoons van de welgestelde Leidse familie Mulder, die een grote stoomdrukkerij aan de Breestraat bezat. Haar moeder, Anna Chits, was de dochter van de bekende Haarlemse fotograaf Jacques Chits (die o.a. de beroemde montage-foto van Victoria en Wilhelmina gemaakt had). Anne Mulder had een twee jaar oudere broer die ziekelijk was en in 1933 overleed. In mei 1911 verhuisden de Mulders naar Den Haag, waar vader zijn praktijk vestigde. Het gezin was lid van de Waalse Kerk aan het Noordeinde in Den Haag. De familie had goede contacten in Haagse en Amsterdamse kunstenaarskringen. Anne leerde via haar oom Louis Zimmermann, concertmeester bij het Concertgebouworkest, figuren als Mengelberg en Theo van der Pas kennen, van wie zij pianolessen kreeg.
Na de hbs, die zij bezocht vanuit de wens van haar vader om haar arts te laten worden, deed Mulder staatsexamen Gymnasium Alpha om te kunnen worden toegelaten tot de faculteit der letteren. Vanaf 1927 studeerde ze Nederlandse taal- en letterkunde in Leiden, met de bijvakken muziek- en kunstgeschiedenis. Een van haar docenten daar was Albert Verweij. Als lid van de VVSL raakte zij ook in contact met prinses Juliana. In deze periode zette zij ook de eerste schreden op het pad van het schrijven en het voordragen.
Zij trouwde op 22 mei 1946 met Evert Rees (1904-1986), musicus en pianoleraar. Uit dit huwelijk werd één zoon geboren.

## Werk
Van 1926 tot 1938 publiceerde ze met enige regelmaat in diverse tijdschriften en hield zij lezingen voor culturele kringen en voor de volksuniversiteit. Via haar vriendin Charlotte Köhler gaf zij ook declamatie-avonden over literatuur. In 1933 publiceerde zij een kleine dichtbundel Pierre, opgedragen aan haar zojuist overleden broer. Haar eerste boek, Geschiedenis van Oranje, doorluchtig verteld verscheen in 1938 en handelde over de mens achter de leden van de Oranjefamilie door de eeuwen heen. Het boek kreeg mooie kritieken en beleefde meerdere drukken, met name door de speelse en originele verteltrant, een opvallende breuk met de traditionele geschiedschrijving. Vanaf dat moment bewoog Mulder zich als schrijfster in het grensgebied tussen literatuur en cultuurgeschiedenis en kreeg daar een eigen plek.
Voor uitgeverij Querido was het succes van het 'oranjeboek' aanleiding haar te vragen een populaire geschiedenis te schrijven over het dagelijks leven - naar Frans voorbeeld. Dat werd het vierdelige Zeven eeuwen Nederlandsche levenskunst. Een geschiedenis van het dagelijksch leven (verschenen in de periode 1940-1952). Het was een boekwerk dat aansloeg bij het grote publiek en vele malen werd herdrukt, omdat het volgens de recensenten herkenbaar, toegankelijk en meeslepend was geschreven. Het geplande vijfde deel van het werk, over de negentiende eeuw, is nooit door haar afgemaakt, ondanks grote druk van de uitgeverij Querido. De research die zij voor dit vijfde deel deed, gebruikte zij wel voor radiolezingen, artikelen en voor haar boek Een Ruiker Camelia's, dat handelde over het leven van de courtisane Alphonsine de Plessis en het Parijs van de Romantiek. Gedurende de jaren 50 werd in de literaire jaarboeken van de uitgeverij Querido regelmatig een artikel of interview aan Anne Mulder gewijd.
Ze schreef nog meer boeken, delen van boeken en honderden artikelen over culturele en cultuurhistorische onderwerpen. Zo schreef zij in de serie Onderdrukking en Verzet, het eerste grote overzichtswerk over Nederland in de oorlogsperiode, het artikel over het dagelijks leven in bezet Nederland. In 1948 publiceerde zij, ter gelegenheid van de Boekenweek en op uitnodiging van de Commissie voor de Propaganda van het Nederlandsche Boek, het boekje Logarithmen en Rozen, speciaal voor de middelbare schooljeugd van 16 tot 18 jaar, ter oriëntatie in de literatuur. Het werd de enige publicatie die door het grootste deel van de critici (Hoornik, Nord, Greshoff) negatief beoordeeld werd, hetgeen tot enige turbulentie in literaire kring leidde.
Naast het schrijven eiste het werk voor de radio steeds meer van haar tijd. Al vanaf 1936 sprak zij voor de V.P.R.O.-microfoon en na de oorlog opnieuw, evenals voor de Wereldomroep (1951-1953).
De grootste bekendheid kreeg zij in de jaren 50 door haar wekelijkse radiocauserie Passepartout voor de V.P.R.O. in de periode 1948-1961. Het programma kende een enorme populariteit. Mulder werd 'de stem van de V.P.R.O.' genoemd. Passe-partout werd van 1955 tot 1959 wekelijks afgedrukt in Elseviers Weekblad. Ook verscheen een bundel van deze radiopraatjes in boekvorm bij Querido in 1951. In de loop der jaren schreef zij daarnaast honderden artikelen over culturele en historische onderwerpen in onder meer Vrije Geluiden, Algemeen Handelsblad, Elseviers Weekblad, De Baanbreker, Elegance en De Wereldkroniek. Zij recenseerde boeken, tentoonstellingen en muziekuitvoeringen en schreef reportages over uiteenlopende onderwerpen. Bovendien stelde zij tientallen jubileumboekjes en brochures samen. Voor Het Parool schreef zij in de jaren zestig de wekelijkse culturele column Achter de rug van de Suppoost. In 1954 en 1957 had zij zitting in de jury voor de prijs van de Stichting Kunstenaarsverzet 1942-1945, waarvoor zij ook rapporten schreef.
Anne H. Mulder behoorde tot de 'Bekende Nederlanders' van haar tijd (1940-1970). Ze was lid van talloze letterkundige jury's, een vaste gast bij belangrijke culturele gelegenheden en had vrienden van naam in de letterkundige wereld van Amsterdam, onder wie Ed. Hoornik, Henriëtte van Eyk, Geert van Oorschot en Victor van Vriesland. Ze wierp zich op als moderniste toen ze de vijftigers verdedigde tegen de kritiek van een oudere literaire generatie. Ook doorbrak zij in artikelen en in haar radiopraatjes de toenmalig heersende taboes rond alcoholgebruik en seksualiteit.

## De laatste jaren
Na 1970 publiceerde ze nauwelijks meer. Wel bleef zij lezingen geven over kunst, de geschiedenis van het dagelijks leven en over literatuur. Ook werkte zij in de jaren 70 lange tijd mee aan het radioprogramma 'Artistieke Staalkaart' van de VARA. In de jaren 90 schreef Mulder, die een Joodse moeder had die de laatste bezettingsjaren bij haar ondergedoken was, over haar oorlogsherinneringen, onder de titel Ik speelde mijn eigen spel, 1940-1945. Het is niet tot een publicatie gekomen.

## Beknopte bibliografie
- Geschiedenis van Oranje, doorluchtig verteld (Kosmos, Amsterdam-Antwerpen, 1938; t/m 2e druk, 1947)
- Hoofdstuk in: Het Gele Huis te huur en verhuurd aan tien schrijvers (red. H.J. Smeding, Amsterdam, 1940)
- Zeven Eeuwen Nederlandsche Levenskunst. Een geschiedenis van het dagelijksch leven (Querido, 1940-1952; t/m 5e druk, 1955) . Deel 1: In Holland staat een huis (1940) Deel 2: Tusschen Keulen en Parijs (1942) Deel 3: Amsterdam, die groote stad (1947) Deel 4: Dansons la carmagnole; Franse caprices en Franse soldaten (1952) (Querido, 1940-1952; t/m 5e druk, 1955)
- De ezel van de heilige stal. Z'n origine en perspectieven, z'n grillen en grieven (Amsterdam, 1947)
- Logarithmen en rozen (Ter gelegenheid van de 13e boekenweek, voor de Commissie voor de Propaganda van het Nederlandsche Boek, eerste uitgave ten behoeve van jeugdige lezers. Vereeniging ter bevordering van de Belangen des Boekhandels, Amsterdam, 1948)
- Zes en twintig fantasieën op de zes en twintig letters van het alfabet (Oosthoek, Utrecht, 1948)
- Cultureel entremets (Relatiegeschenk Amstel Hotel, ca. 1950)
- Passepartout (gebundelde serie radiocauserieën; Querido, Amsterdam, 1951)
- Het dagelijks leven in: Onderdrukking en Verzet. Nederland in oorlogstijd, deel 4
- Een Ars Amandi (Vereeniging ter Bevordering van de Belangen des Boekhandels, Amsterdam, 1952)
- Een ruiker camelia's, geplukt in het Parijs van de romantiek (Querido, Amsterdam, 1955; t/m 3e druk (1961))
- Hedenavond 8 uur... (Opera Forum, Enschede, 1965)
- Bonjour Monsieur Peronnet (met houtsneden van Pam G. Rüter, bibliofiele uitgave, 75 ex., Gaillarde Pers, Zutphen, 1970)
- Van afkorting tot vierletterwoord in: De potentie van een dwerg. Een halve eeuw VPRO (red. Ad Kooiman en Max van Rooy, Amsterdam, 1976)